# Леннон, Альфред
Альфред Ле́ннон (англ. Alfred Lennon; 14 декабря 1912, Ливерпуль, Англия — 1 апреля 1976, Брайтон, Англия) — отец английского музыканта и певца Джона Леннона. Был профессиональным моряком, также был певцом-любителем, играл в музыкальной группе, выпустил несколько записей песен.
Родился в Ливерпуле, после смерти отца несколько лет жил вместе с сестрой в сиротском приюте.
В 1938 году женился на Джулии Стэнли, а в 1940 году у неё родился их единственный сын Джон.
В 1946 году расстался с Джулией, с тех пор он не встречался с сыном почти 20 лет и начал снова периодически общаться с ним только в период битломании.
В 56 лет женился на 19-летней Полине Джонс, от которой у него было ещё двое детей.
Умер в больнице в Брайтоне от рака желудка.

## Биография

### Семья
Джеймс Леннон и Джейн Макконвилл, дедушка и бабушка Альфреда, приехали из Дауна (Северная Ирландия) в Ливерпуль в 40-х годах XIX века. Они обвенчались в церкви святого Антония на Скотланд-роуд в Ливерпуле 29 апреля 1849 года. Один из их семи детей, Джон («Джек») Леннон (1855—1921), стал отцом Альфреда. 
В 1888 году он женился на Маргарет Коули, которая родила ему двоих детей — Мэри Элизабет и Майкла, но умерла во время родов. Вскоре после её смерти Джек начал жить гражданским браком с Мэри («Полли») Мэгайр. У них было пятнадцать детей, из которых восемь умерли во младенчестве. Пятеро из выживших детей (среди них Альфред) родились, когда Ленноны жили в доме 27 по Копперфильд-стрит, а в 1915 году Джек и Полли вступили в законный брак, и семья переехала в Эвертон, где у Полли родились ещё двое детей — Эдит и Чарльз. Потом Ленноны опять переехали на Копперфильд-стрит, и в 1921 году там умер Джек. 
После его смерти Полли не могла сама воспитывать и обеспечивать всех детей, поэтому она отправила Альфреда и Эдит в сиротский приют. Приют находился недалеко от Ньюкасл-роуд, где жила будущая жена Альфреда Джулия Стэнли. Полли умерла в 1949 году.
Известна легенда, что дед Альфреда был профессиональным певцом и эмигрировал в США, где отец Альфреда позже гастролировал с оперной труппой «Менестрели Робертона из Кентукки» (англ. Roberton's Kentucky Minstrels). Также в легенде упоминается первая жена Джека Леннона — американка, умершая в родах (как и Маргарет Коули) после возвращения Джека в Ливерпуль. Теперь доказано, что в легенде описаны ложные факты.

### Брак с Джулией Стэнли

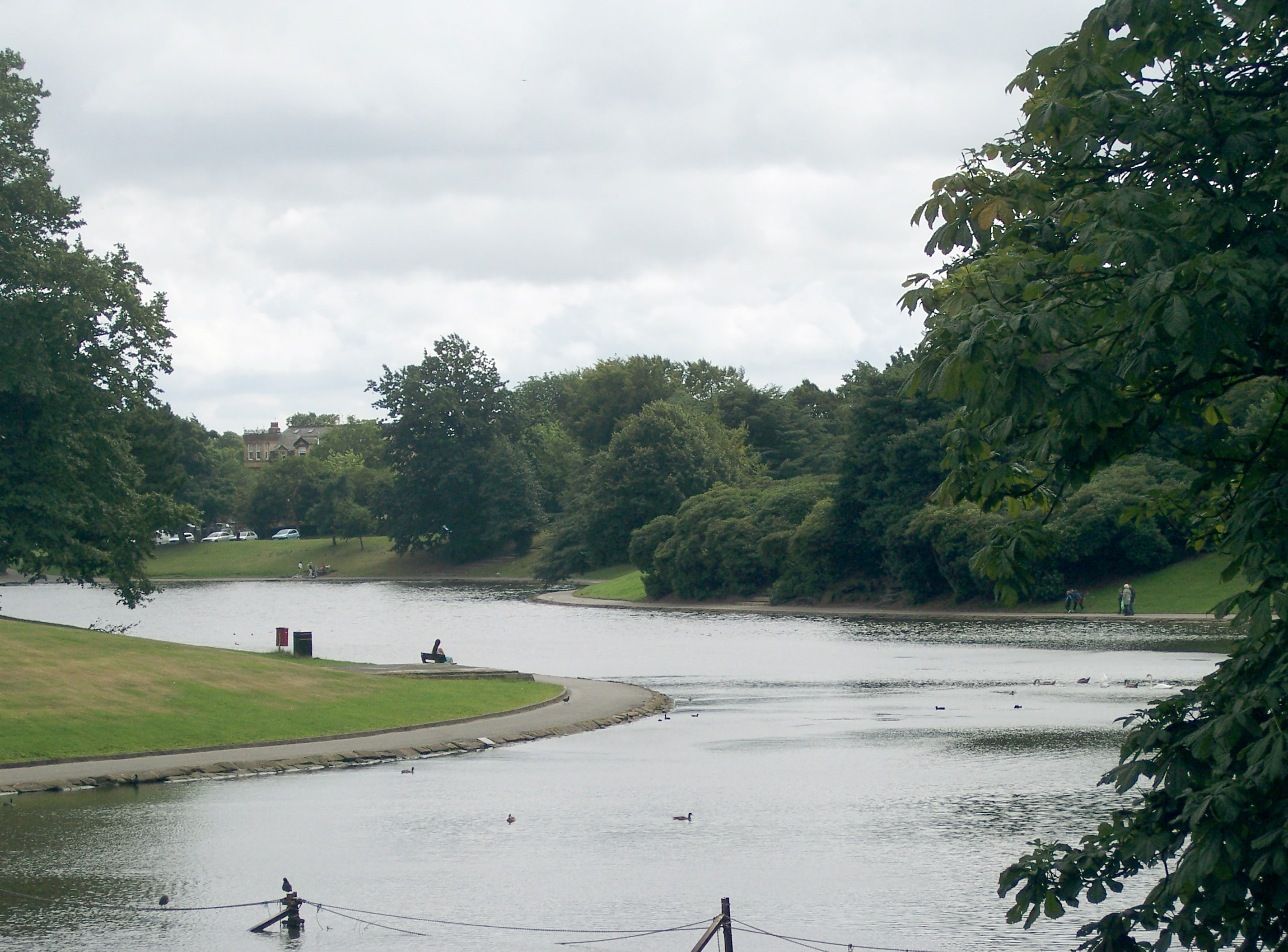
Сефтон-парк, место знакомства Джулии Стэнли и Альфреда Леннона

Альфред («Альф»), по воспоминаниям родственников, был жизнерадостным юношей, «никогда не отказывавшимся хорошо провести время». В детстве он страдал рахитом, в результате чего вырос только до 160 см (5 футов 4 дюйма).
В 1927 году он сбежал из приюта, присоединился к молодёжной музыкальной группе «Группа Уилла Мюррея» (англ. Will Murray's Gang) и с ней гастролировал, пока его не задержали в Глазго и не отправили назад в приют, где он был строго наказан. Вскоре Альфред окончательно покинул приют и пошёл работать, впрочем, ни на одной работе он долго не задерживался. Деньги он часто занимал у своего брата Сидни, работавшего у портного. Время Альфред проводил в развлечениях, часто ходил в кинотеатры и на водевили.
Именно в кинотеатре «Трокадеро» на Кэмден-роуд Альфред впервые увидел Джулию Стэнли. Вторично он повстречался с ней с Сефтон-парке, куда пришёл со своим приятелем. 14-летняя Джулия, когда Альфред её заметил, сидела на скамье, и, увидев 15-летнего Альфреда, заявила, что его шляпа выглядит «глупо», на что он ответил, что Джулия выглядит «прелестно» и сел рядом с ней. Джулия попросила его снять шляпу, что он и сделал, кинув свой котелок в озеро.
Позже они подружились. Оба любили музыку, хотя и не занимались ею профессионально: Альфред часто подражал пению Луи Армстронга и Эла Джолсона; кроме того, и он, и Джулия хорошо играли на банджо (чему Джулия позже научила Джона Леннона).
Альфред и Джулия часто гуляли вместе по Ливерпулю и мечтали о своём будущем совместном бизнесе, собираясь открыть кафе, паб, клуб или магазин. 
В марте 1930 года Альфред устроился работать носильщиком на пассажирское судно «Montrose», принадлежавшее Cunard Line. Во время путешествий он не забывал Джулию: писал ей письма и встречался с ней всегда, когда корабль заходил в Ливерпуль. Позже ему предложили хорошо оплачиваемую работу на китобойном судне, но он отказался от неё, когда узнал, что место для него выхлопотал отец Джулии, дабы уберечь Джулию от Альфреда, насколько это было возможно.
3 декабря 1938 года, через 11 лет после первой встречи, Джулия и Альфред поженились, причём предложение сделала Джулия Альфреду, а не наоборот. При регистрации брака Джулия сказала, что работает билетёршей в кинотеатре, хотя она никогда ею не была. Из её семьи на свадьбе никто не присутствовал, но Сидни, брат Альфреда, был свидетелем. Свадебный обед был устроен в ресторане Риса на Клэйтон-сквер (в том же ресторане, где потом праздновали свадьбу Джон Леннон и Синтия Пауэлл), а после этого Альфред и Джулия сходили в кино. Ночь после свадьбы они провели раздельно: Джулия у себя дома, Альфред в своём пансионе.
Семья Джулии Альфреда сильно недолюбливала: отец Джулии говорил, что Альфред «точно был ниже среднего класса» людей; её сестра Мими была яростной противницей брака Джулии и Альфреда. Мистер Стэнли потребовал, чтобы его зять нашёл какую-то хорошую работу, чтобы Джулия была хотя бы материально обеспечена, но Альфред опять нанялся носильщиком на корабль, плававший в Средиземноморье. Позже он перешёл работать на другое судно, курсировавшее между Грецией, Северной Африкой и Вест-Индией. Когда же он был в Англии, он жил в доме семьи Стэнли. Однажды он попытался устроиться работать в театр, но безуспешно, и опять нанялся на корабль (уже не носильщиком, а стюардом).

#### Джон
Джулия узнала, что беременна в январе 1940 года. Джон Уинстон Леннон родился 9 октября того же года, в роддоме на ливерпульской Оксфорд-стрит. Позже некоторые его биографы утверждали, что в момент его рождения на Ливерпуль был совершён воздушный налёт фашистской авиации, но сейчас доказано, что это неправда. Альфред впервые увидел своего сына в ноябре, вернувшись в Англию с войсковым транспортом, на котором работал. До этого он уже знал о рождении сына и регулярно посылал деньги жене и сыну, жившим в доме семьи Стэнли. Сам он иногда приезжал навестить семью, но ненадолго.
В 1943 году чеки от Альфреда перестали приходить, а вскоре Джулия получила сообщение, что её муж дезертировал.
Джулия с 1942 года очень часто ходила в ночные клубы. Там она встретила солдата-валлийца Тэффи Уильямса, который временно жил в казарме в Моссли-хилле. Потом Альфред винил в этом себя, говоря, что писал жене, чтобы она развлекалась как хотела, если была возможность, и не падала духом из-за войны. Кроме того, после таких выходов Джулии в свет маленький Джон получал от матери за завтраком шоколадку или песочное печенье.
В конце 1944 года Джулия забеременела от Уильямса, причём сначала она не хотела в этом признаваться и утверждала, что её изнасиловал незнакомый солдат. 
Когда Альфред вернулся в Ливерпуль 13 января 1945 года, Уильямс предложил материальную помощь Джулии, Джону и своему будущему ребёнку, но Джулия отказалась. За несколько месяцев до рождения ребёнка Альфред увёз Джона к своему брату Сидни в Мэгхалл. 
Родившаяся у Джулии девочка, Виктория, под нажимом семьи Стэнли была отдана матерью в опеку норвежской супружеской паре из Армии спасения.
Через год после этого Джулия стала жить с Бобби Дайкинсом, не оформляя официального развода с Альфредом; опекунства над Джоном с трудом добилась Мими. По утверждению Чарли, брата Альфреда, ему (Чарли) предлагали крупные суммы (вплоть до 300 фунтов) за устройство развода Альфреда, но Чарли отвечал предлагавшим «Провалитесь вы».
В июле 1946 года Альфред навестил сына, жившего с тётей на Менлоув-авеню, и взял его с собой в Блэкпул — якобы на каникулы, но на самом деле собираясь эмигрировать с ним в Новую Зеландию. Джулия и Дайкинс узнали об этом и приехали в Блэкпул вслед за ними. После горячей ссоры Альфред велел пятилетнему сыну выбирать между ним и Джулией. Джон дважды выбрал отца, поэтому Джулия зашагала прочь, и в итоге Джон, плача, побежал за ней. Альфред не видел никого из своей семьи до времён битломании, когда он снова встретился с Джоном. 
В 1968 году Джон сказал своему биографу Хантеру Дэвису, что вскоре после тех событий он позабыл отца, «словно бы тот умер».

### Дальнейшая жизнь
Альфред дезертировал в 1943 году, он уплыл в Бон (Северная Африка), украл бутылку пива и провёл девять дней в тюрьме за это, после выхода из тюрьмы был замешан в «тёмных делах» и спасался от банды арабов, потом он работал на войсковом транспорте, курсировавшем между Северной Африкой и Италией, а в 1944 году вернулся в Англию.
Карьера корабельного стюарда закончилась в 1949 году, когда пьяный Альфред поздней ночью разбил витрину магазина и посреди улицы танцевал с манекеном, одетым в свадебное платье, за это его посадили на полгода.
В 1958 году Альфред работал с Чарли в ресторане в Солихалле, Сидни прислал им вырезку из «Эха Ливерпуля» (англ. Liverpool Echo), в которой говорилось о смерти Джулии. Опечаленный Альфред уехал в Лондон, но часто созванивался с братьями по телефону.
Альфред не пытался встретиться с Джоном до начала битломании, он говорил всем, что не знает, кто такие «The Beatles». 
Он работал на кухне в отеле «Грейхаунд» в Хэмптоне, когда кто-то из посетителей указал ему на фотографию Джона в газете и спросил, не родственник ли он ему. 
Позже Альфред и Чарли побывали на одном из рождественских шоу «The Beatles». 
Когда группа снимала в Сохо эпизод «Вечера трудного дня», Альфред в компании журналиста явился в офис Брайана Эпстайна и объявил «Я отец Джона Леннона». Эпстайн в панике послал машину, чтобы срочно привезти в офис Джона. Когда Джон прибыл, Альфред протянул ему руку, но тот её не пожал и спросил: «Что вам надо?» Альфред сказал на это: «Нельзя отворачиваться от отца, неважно, что он сделал в прошлом». Разговор был коротким: Джон выставил отца из офиса Эпстайна.
Семейные проблемы участников «The Beatles» не освещались в прессе по их просьбе, но однажды Джон увидел фото своего отца в «Daily Express».
Через несколько недель после случая в офисе Эпстайна Синтия Леннон увидела у дверей Кенвуда (дома Леннонов в Вейбридже) человека, похожего на бродягу, но с лицом, сильно напоминающим лицо Джона. Синтия пригласила Альфреда в дом и угостила его чаем и тостами с сыром. Пока они ждали прихода Джона домой, Синтия предложила постричь длинные спутанные волосы Альфреда, на что он согласился. Прождав два часа, он ушёл. Джон, когда узнал об этом, очень рассердился и рассказал Синтии о визите своего отца в офис Эпстайна. Позже он смягчился и в течение нескольких месяцев иногда разговаривал с Альфредом. Синтии он сообщил «Всё в порядке, Син. Просто он немного чокнутый, как и я». 
31 декабря 1965 года Альфред выпустил сингл «That’s My Life (My Love and My Home)» (рус. Это моя жизнь (моя любовь и мой дом)), чем очень возмутил Джона. Джон попросил Эпстайна сделать так, чтобы песня не стала хитом. Эпстайн согласился, и песня никогда не попала в таблицы рейтингов. 
В 1966 году Альфред выпустил три сингла с группой «Loving Kind», но и в этот раз это не увенчалось успехом. Сейчас все его синглы имеют коллекционную ценность, например, «That’s My Life» стоит более 50 фунтов.

### Брак с Полиной Джонс
Через три года после встречи с Джоном в офисе Эпстайна Альфред опять приехал в Кенвуд со своей невестой Полиной Джонс. Полина была 18-летней студенткой Эксетерского университета, фанаткой The Rolling Stones, когда она познакомилась с 54-летним Альфредом в 1966 году. Они долго уговаривали мать Полины дать им разрешение на брак, но потом им это надоело, и они сбежали в Шотландию и поженились в Гретна-Грин. Альфред попросил сына взять Полину на работу, и Полина несколько месяцев жила на чердаке в Кенвуде, присматривая за Джулианом Ленноном и разбираясь в многочисленных письмах от фанатов. Спустя некоторое время Альфред с женой уехал в Брайтон — сначала на Лондон-роуд, затем в ноябре 1969 года на Ледис-Майл-роуд. У них было двое детей — Дэвид Генри и Робин Фрэнсис.

### Смерть
В конце жизни Альфред написал автобиографию, которую он посвятил Джону. Он пытался объяснить сыну, что это не он, а Джулия была виновата в распаде их семьи. Позже Джон прокомментировал это так: «Он просто хотел, чтобы я узнал ту часть этой истории, которую я ещё не слышал».
В 1976 году Альфреда положили в больницу с раком желудка. Полина позвонила Джону и сообщила, что его отец умирает. Джон послал Альфреду большой букет цветов и поговорил с ним по телефону, извинившись за своё поведение, вскоре после этого Альфред скончался.
В 1990 году Полина опубликовала книгу «Папа, вернись» (англ. Daddy, Come Home) о своей жизни с Альфредом и об отношениях последнего с сыном. Сейчас она состоит во втором браке и известна как Полина Стоун.

## Песни
- That’s My Life
- The Next Time You Feel Important